# Jaap van Domselaer
Jakob (Jaap) van Domselaer (Bergen NH, 1 oktober 1923 – Empel, 23 december 1944) was een Nederlandse dichter.

## Biografie
Jaap van Domselaer werd geboren in Bergen, als zoon van de componist Jakob van Domselaer en Maaike Middelkoop. Zijn zuster Matie (1920-2003) was van 1942 tot 1950 getrouwd met de kunstenaar Constant Nieuwenhuijs.
Van Domselaer verkeerde van jongs af aan in artistieke kringen, wat zijn liefde voor de kunsten stimuleerde. Zijn poëziealbum bevat bijdragen van diverse prominente Nederlandse dichters en kunstenaars zoals Adriaan Roland Holst, J.C. Bloem, Martinus Nijhoff en Charley Toorop. Hij volgde onderwijs aan het Murmellius Gymnasium in Alkmaar. Hij was een klasgenoot van Bob van Amerongen. Gedurende zijn schooltijd begon hij zijn literaire ambities te ontwikkelen. Hij schreef gedichten, essays over Nederlandse schrijvers als Jacques Perk en Willem Kloos, en hield een dagboek bij.
In juni 1940 besloot Van Domselaer, ondanks zijn bevordering naar klas 5, van school te gaan, omdat hij er vanuit ging dat hij het examen niet zou halen. Hij wilde zich volledig richten op zijn schrijverschap, wat leidde tot spanningen met zijn vader, die aandrong op het afmaken van zijn schoolopleiding.
In februari 1943 werd Van Domselaer opgeroepen voor tewerkstelling in Duitsland. Door een doktersverklaring kon dit worden voorkomen. Later dat jaar werd het gezin Van Domselaer gedwongen hun huis in Bergen te verlaten. Ze vonden onderdak bij familie in Hilversum. Jaap dook onder bij zijn zus en zwager in Amsterdam om aan de tewerkstelling te ontkomen.
In augustus 1944 zocht Van Domselaer contact met het verzet, maar werd afgehouden vanwege twijfels over zijn geschiktheid. Drie maanden later besloot hij om zelfstandig te proberen het bevrijde deel van Nederland te bereiken en zich daar bij de geallieerden aan te sluiten. De laatste periode van zijn leven deed hij spionagewerkzaamheden voor een knokploeg uit Echteld. Op 23 december 1944 werd hij, zwaargewond door kogelschoten, gevonden door een Poolse militair aan de bevrijde oever van de Maas nabij Empel. Kort daarna overleed hij aan zijn verwondingen. Het is nooit duidelijk geworden door wie hij werd neergeschoten.
Van Domselaers lichaam werd begraven in 's-Hertogenbosch. In 1953 werd hij herbegraven op de Algemene Begraafplaats Bergen. Op de grafsteen wordt zijn achternaam geschreven als Van Domselaar.
Zijn poëzie verscheen postuum in 1954, in een oplage van 125 exemplaren, gezet en gedrukt door leerlingen van de School voor de Grafische Vakken te Utrecht. In de eerste druk van Spiegel van de Nederlandse Poëzie, samengesteld door Victor E. van Vriesland werd een gedicht van Van Domselaer opgenomen. Het archief van Jaap van Domselaer bevindt zich in het Literatuurmuseum.

## Eerbetoon
- Zijn naam staat vermeld op de Erelijst van Gevallenen 1940-1945.[12]